# 陈奇伟
陈奇伟（1956年—），男，汉族，祖籍广东潮阳，生于香港，中华人民共和国企业家、政治人物，可口可乐（中国）有限公司董事长，第十届、第十一届全国政协委员。

## 生平
2008年，当选第十一届全国政协委员，代表特邀香港人士，分入第五十二组。